# Crataegus iracunda
Crataegus iracunda — вид квіткових рослин із родини трояндових (Rosaceae).

## Біоморфологічна характеристика
Це дерево чи кущ 10–25 дм заввишки. Нові гілочки зеленуваті, голі, 1-річні насичено червонувато-коричневі, 2-річні сірі; колючки на гілочках 2-річні чорнуваті або темно-сірі, тонкі, 2.5–4 см. Листки: ніжки листків 40–50% від довжини пластини, не залозисті; листові пластини від яйцюватих до яйцювато-дельтоподібних, 2–4(5) см, жорсткі, основа від широко заокругленої до ± урізаної чи ± серцеподібної, часточки по 4 на кожному боці, краї зубчасті, нижня поверхня гола, крім уздовж жилок, верх тонко притиснуто запушений молодим. Суцвіття 4–10-квіткові. Квітки 12–15 мм у діаметрі; гіпантій голий; чашолистки 4–5 мм; тичинок 10; пиляки від рожевих до пурпурних. Яблука від оранжевих до червоних чи зеленоплямих, майже округлі, 8–10 мм у діаметрі. Період цвітіння: квітень; період плодоношення: вересень і жовтень.

## Ареал
Зростає на сході США (Алабама, Коннектикут, Делавер, Джорджія, Кентуккі, Массачусетс, Меріленд, Мен, Мічиган, Міссісіпі, Північна Кароліна, Нью-Гемпшир, Нью-Йорк, Огайо, Пенсільванія, Род-Айленд, Південна Кароліна, Теннессі, Вірджинія, Вермонт, Західна Вірджинія) й на південному сході Канади (Онтаріо, Квебек).
Населяє відкриті ліси, чагарники, огорожі, вирубки; на висотах 20–300 метрів.